# Антропологическая соразмерность
Антропологическая соразмерность — общенаучное философско-методологическое понятие, используемое для анализа и оценки существования человека во взаимодействии с внешней естественной и искусственной средами обитания. Методологический подход, в основе которого лежит понятие антропологической соразмерности, определяет целенаправленную познавательную деятельность для выявления типов соразмерности человека с тем, что взаимодействует с ним и обусловливает негативные и позитивные воздействия на его телесную и духовную составляющие, творческую и интеллектуальную ипостаси.

## История
Понятие «антропологическая соразмерность» разработано и введено российским философом Владимиром Курашовым. В 2009—2011 годах им была организована серия всероссийских научных конференций по антропологической соразмерности, где предложенное понятие было рассмотрено с точки зрения философии культуры, культурологии и культурной антропологии.
Изначально идея введения специфического понятия «антропологическая соразмерность» зародилась при изучении традиционной деревянной городской архитектуры России в сравнении с многоэтажными железобетонными зданиями XX—XXI веков. Данный подход оказался продуктивным в арсенале методологии анализа взаимоотношений человека с различными классами объектов: материальными и идеальными, естественными и антропогенными, живыми и неживыми.

## Определение
В работах, непосредственно посвящённых понятию «антропологическая соразмерность», Владимир Курашов не приводит строгого определения этого понятия («Речь идёт о соразмерности человеку, или о приемлемости того, что связано с жизнью тела, души, с творческим, интеллектуальным и духовным началами»), а также не уточняет его связи с другими философскими и культурологическими понятиями.
Тем не менее использование термина «соразмерность» и его антропологическая привязка однозначно отсылают к богатой традиции осмысления и развития протагоровского принципа Homo mensura в трудах античных и западноевропейских авторов.

## В научных исследованиях
В настоящее время исследовательский принцип на основании понятия антропологической соразмерности вошёл в научный оборот и применяется не только философами и культурологами, но и историками, педагогами, психологами, исследователями вопросов архитектуры и градостроительства, искусствоведами. Он применяется и для анализа реальности современных информационных технологий и особенно систем искусственного интеллекта, которые позволяют находить, систематизировать, классифицировать, упорядочивать информацию без участия человека (в результате интеллектуальная культура человека обедняется, поскольку он в большей степени овладевает только конечными результатами; кроме того, увеличение объёмов поставляемой человеку информации несоразмерно возможностям её полноценного осмысления).
При этом критерии антропологической соразмерности не одинаковы для конкретных ситуаций: помимо общечеловеческих (универсальных) критериев, можно определять критерии антропологической соразмерности для конкретных периодов истории различных региональных культур, а также индивидуально-психологические критерии.

## Близкие понятия
Достижение антропологической соразмерности может быть определено как достижение гармонии в состоянии человека при его существовании в какой-либо конкретной окружающей среде.
Близким по методологическому подходу к понятию антропологической соразмерности, взятому в области педагогики, является введённое российским педагогом Андреем Хуторским понятие «человекосообразного образования».
В области архитектуры и градостроительства принципы антропологической соразмерности близки принципам т. н. «гуманистического урбанизма».